# أمريكا التي نستحقها
أمريكا التي نستحقها هو كتاب يتمحور حول السياسة العامة لرجل الأعمال الأمريكي والرئيس الحالي دونالد ترامب بمساعدة من المؤلف ديف شيفلت. نُشر الكتاب في كانون الثاني/يناير 2000 حيث كان ترامب حينها يدرس ترشحه للرئاسية في انتخابات إحدى الأعوام. يسرد الكتاب تفاصيل مجموعة من المقترحات السياسة التي يعتزم ترامب تنفيذها في حالة ما أصبح رئيسا.

## المواقف والمقترحات
يتحدث ترامب في كتابه عن مجموعة من المقترحات بما في ذلك طرقه لمكافحة الهجرة غير الشرعية كما يتطرق إلى الآراء المماثلة لتلك التي اعتنقها عندما ترشح للرئاسة عام 2016، فعلى سبيل المثال كتب ترامب في ذات الكتاب: «قد تعكس سياسة الهجرة الثقة والكرم، لكننا نُعاني فعلا من تراخي سياساتنا نحو الهجرة غير الشرعية مما يدل على تهور وعدم احترام لأولئك الذين يعيشون هنا بشكل قانوني.» اقترح ترامب أيضا ضريبة بنسبة 14.25% على الأفراد الذين تتجاوز مبالغهم المالية أكثر من 10 ملايين دولار.

## توقعات بهجمات إرهابية
خلال حملته الانتخابية الرئاسية عام 2016 ذكَّر ترامب أنصاره بكتابه وأكد على أنه توقع فعلا هجوما إرهابيا كبيرا على الولايات المتحدة في إشارة إلى هجمات 11 سبتمبر التي وقعت عام 2001. ليس هذا فقط فترامب تطرق لشخصية أسامة بن لادن في كتابه ومع ذلك فهو لم يتوقع أن بن لادن سيكون المسؤول عن «الهجوم الإرهابي» ضد الولايات المتحدة. ادعى ترامب في عام 2015 خلال مقابلة له مع ألكس جونز أن بن لادن لم يكن معروف جدا في عام 2000 ولذلك لم يتحدث عنه كثيرا في الكتاب.
في الحقيقة تنبأ ترامب بحصول هجوم إرهابي (لكنه لم يُشر إلى بن لادن أو أي شخص آخر بوصفه فاعلا) حيث قال: «أنا حقا مقتنع أننا في خطر من هذا النوع من الهجمات الإرهابية التي من شأنها أن تجعل تفجير مركز التجارة العالمي عام 1993 تبدو مثل شلة أطفال يلعبون بالمفرقعات.» وبعد أقل من عامين من نشره للكتاب؛ وقع هجوم «إرهابي» فعلا استهدف مركز التجارة العالمي بالإضافة إلى هجوم آخر استهدف مقر البنتاغون.